# Heeresfeldbahn Laugszargen–Kielmy
| „Illing“ HFB 33 B (Krauss 2907/1893) auf der Feldbahnbrücke über die Jura bei Tauroggen |                     |                                  |                                  |
| Streckenlänge: | 78 km               |                                  |                                  |
| Spurweite: | 600 mm (Schmalspur) |                                  |                                  |
| |                     |                                  |                                  |
| \| \| \| Laugszargen (Lauksargiai) \| \| \| \| 0 \| Laugszargen \| Laugszargen \| \| \| 5 \| Jeresina-Brücke 100 m lang \| Jeresina-Brücke 100 m lang \| \| \| \| Tauroggen (Tauragė) \| \| \| \| \| Jūra-Brücke 155 m lang, 9 m hoch \| \| \| \| 36 \| Skaudvile (Skaudvilė) \| Skaudvile (Skaudvilė) \| \| \| 78 \| Kielmy (Kelmė) \| Kielmy (Kelmė) \| |                     |                                  |                                  |
| Bahnhof quer |                     | Laugszargen (Lauksargiai)        | Laugszargen (Lauksargiai)        |
| Kopfbahnhof Streckenanfang (Strecke außer Betrieb) | 0                   | Laugszargen                      | Laugszargen                      |
| Brücke über Wasserlauf (Strecke außer Betrieb) | 5                   | Jeresina-Brücke 100 m lang       | Jeresina-Brücke 100 m lang       |
| Bahnhof (Strecke außer Betrieb) |                     | Tauroggen (Tauragė)              | Tauroggen (Tauragė)              |
| Brücke über Wasserlauf (Strecke außer Betrieb) |                     | Jūra-Brücke 155 m lang, 9 m hoch | Jūra-Brücke 155 m lang, 9 m hoch |
| Bahnhof (Strecke außer Betrieb) | 36                  | Skaudvile (Skaudvilė)            | Skaudvile (Skaudvilė)            |
| Kopfbahnhof Streckenende (Strecke außer Betrieb) | 78                  | Kielmy (Kelmė)                   | Kielmy (Kelmė)                   |

Der  Heeresfeldbahn Laugszargen–Kielmy war während des Ersten Weltkriegs eine 78 km lange, militärische Feldbahn von Laugszargen (Lauksargiai) über Tauroggen (Tauragė) und Skaudvile (Skaudvilė) nach Kielmy (Kelmė) im Südwesten des heutigen Litauens.

## Streckenverlauf
Die Feldbahn wurde mit vorbereitetem Gleismaterial auf der Landstraße von Laugszargen nach Kielmy verlegt. Sie hatte eine Spurweite von 600 mm. Sie führte über 80 Brücken, darunter die 9 Meter hohe und 155 Meter lange Jūra-Brücke.
Etwa 5 km nördlich von Laugszargen überquerte die Feldbahn auf einer 100 m langen Pionierbrücke, an die sich beiderseits bedeutende Dammschüttungen anschlossen, die Jeresina. Von hier aus verlief die Bahn längs der großen Straße nach Tauroggen, führte auf einer hölzernen Bockbrücke über die Jūra und folgte in ihrem weiteren Verlauf der Straße nach Skaudvile (Skaudvilė). Sie wurde unverzüglich bis Kielmy (Kelmė) verlängert.
Das Transportaufkommen betrug bis zu von 1500  Tonnen pro Tag. Die Bahn wurde später zum Transport der Baustoffe zum Bau der Vollbahn Laugszargen–Radziwiliszki genutzt.

## Geschichte

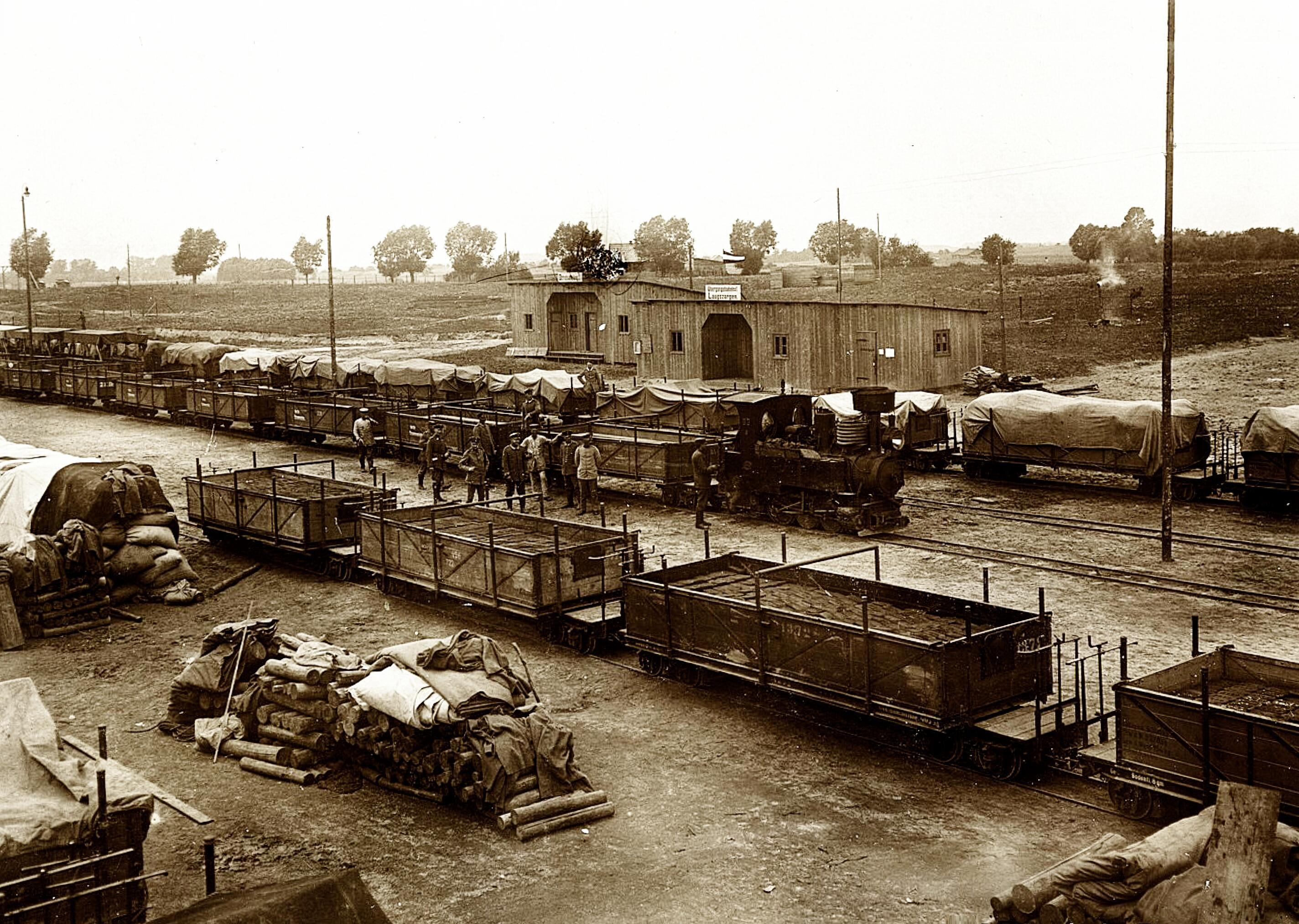
Krauss-Lok 4559/1901 im Übergabebahnhof Laugszargen, 1915

Der Baubeginn war am 4. Mai 1915. Am 30. Juni 1915 wurde der erste Streckenabschnitt von Laugszargen (Lauksargiai) bis zum Feldbahn-Bahnhof auf halber Strecke bei Skaudvile (Skaudvilė) in Betrieb genommen und am 19. Juli auf voller Länge bis Kielmy (Kelmė).
Um die Russen von der bevorstehenden Offensive der Verbündeten bei Gorlice abzulenken, besetzte die deutsche Heereskavallerie und einige Infanteriedivisionen Schaulen (Šiauliai) und Libau (Liepāja), so dass die neue Frontlinie entlang der Flüsse Dubissa (Dubysa) und Windau (Venta) verlief.
Ein vom Hochwasser abgetriebenes Floß beschädigte in der Nacht vom 8. auf den 9. Dezember 1915 die Jūra-Brücke und unterspülte die auf die Uferböschungen gesetzten Böcke. Da die Brücke bei starkem Eistreiben und Hochwasser nicht wiederhergestellt werden konnte, wurde die Strecke über eine am 14. Dezember 1915 fertiggestellte Umgehung über die Straßenbrücke verlegt. Am 7. Januar 1916 führte ein weiteres Hochwasser zu weiteren Schäden insbesondere bei Botoki (Batakiai), wo das Hochwasser der Ancza einen 3 m hohen Damm auf etwa 120 m Länge fortspülte.
Im Zweiten Weltkrieg führte die Feldbahn „Venus“ vom Februar bis Juni 1944 entlang der zerstörten Brücken der eingleisigen Normalspurstrecke Tauroggen–Schaulen.